# Sonatas para violonchelo y piano n.º 1 y 2 (Beethoven)
Las sonatas para violonchelo y piano n.º 1 en fa mayor y n.º 2 en sol menor, Op. 5 son dos piezas camerísticas escritas por Ludwig van Beethoven en 1796 en Berlín. La partitura está dedicada a Federico Guillermo II de Prusia

## Historia
La tradición de la sonata para violonchelo y piano no fue un género establecido hasta que Ludwig van Beethoven escribió su primera sonata para violonchelo y piano. Ambas se encuentran en dos movimientos, con una introducción lenta al primer movimiento y un final en forma de rondó.
Este par de piezas son históricamente significativas porque son las primeras en enfatizar técnicamente tanto al violonchelo como al piano. La parte del piano es técnicamente exigente en comparación con otras piezas de violonchelo y piano del período clásico. Durante el clasicismo, Beethoven fue fuertemente influenciado por Haydn y Mozart, pero también trató de encontrar su propia voz de composición. La organización de la sonata n.°1 es un ejemplo del esfuerzo que Beethoven hacía por generar su nueva voz.
Beethoven escribió las sonatas op. 5 para violonchelo y piano en 1796, mientras viajaba por Alemania. Estas fueron dedicadas al rey de Prusia Friedrich Wilhelm II. Ambas fueron estrenadas en la corte real en Berlín en ese mismo año entre mayo y julio, contando con la interpretación del primer violonchelista del rey Jean-Louis Duport. Mientras que su publicación e impresión fue hasta febrero de 1797 en Viena por Artaria & Co.  
Ludwig ocasionalmente buscaba dedicar obras a personas influyentes con la esperanza de obtener una recompensa. En el caso de la Op. 5 sonatas, Beethoven recibió una caja de tabaco de oro. 

## Sonata para violonchelo y piano n.º 1 en fa mayor Op. 5 n.º 1
La sonata consta de dos movimientos:
- I. Adagio sostenuto - Allegro
- II. Rondo. Allegro Vivace

### I.Adagio sostenuto - Allegro
El primer movimiento tiene una elegante y extendida introducción, por otra parte, omite un movimiento lento lo que muestra un tratamiento fuera de lo establecido por la tradición. La finalidad de que se omita el segundo movimiento es causar un fuerte sentido de anticipación, a su vez, esta introducción es forma tripartita; del compás 1 al 10 está en la tonalidad de Fa mayor; del 11 al 22 en la tonalidad de Fa menor y del 22 al 34 se encuentra en la dominante de la tonalidad inicial, esto con el objetivo de preparar la tónica del tema principal del Allegro. Cabe resaltar que los temas importantes en este movimiento ocurren al unísono y se mueven de un instrumento a otro, un ejemplo claro se observa en los primeros 5 compases en donde la melodía principal ocurre en ambos instrumentos, después se desplaza al chelo y luego al piano.
Beethoven escribió el Allegro en forma sonata, por lo cual su desarrollo de la exposición es el siguiente: el tema principal se desarrolla del compás 35 al 57; la transición del compás 57 al 72; zona temática secundaria del 72 al 143 y la sección de cierre comienza en el compás 143 al 160.
El desarrollo, es la sección intermedia de la forma sonata. Esta parte es más libre que su antecesor. La estructura formal del desarrollo y las tonalidades por donde Beethoven pasa serían la siguiente:
- Pre-core del compás 161 al 171: La mayor.
- Core del compás 172 al 178; haciendo una secuencia del compás 178 al 187: La mayor (compás 172); Re menor (173 al 178); Sol menor (179 al 185); Do menor (186 al 187).
- Continuación del compás 188 al 194: Do menor (cc. 186 al 188); La bemol mayor (189 al 190); Fa menor (190 al 194).
- Unidad similar a una transición del compás 195 al 204: Fa menor
- Unidad temática del compás 205 al 216: Re bemol mayor (cc. 205 al 210); Do menor (210 al 211); Re menor (212 al 213); Mi menor (213 al 214); La menor (214 al 215); Sol menor (215 al 216); Do mayor (216).
- Retransmisión compás del 217 al 220: Fa mayor.

Para este caso nos referiremos al Pre-core, como una introducción que prepara al Core, por lo general es suave y menos activo e incluso es considerado como la calma antes de la tormenta. 
El Core suele ser usado para proyectar inestabilidad, inquietud y conflicto dramático, esto lo puede lograr haciendo la dinámica Forte. En algunas ocasiones pueden presentar recursos como el canon, imitación o fugas, con la finalidad de que sea más compleja.
La reexposicion crea simetría y equilibrio volviendo a mostrar el tema visto en la exposición, la diferencia más notable con respecto a la exposición es que ésta no modula, otros cambios que puede tener es que las ornamentaciones o la estructura pueden variar. La estructura formal del desarrollo y las tonalidades por donde Beethoven pasa serían la siguiente:
- Tema principal se desarrolla del compás 221 al 232: Fa mayor
- Transición sucede del compás 232 al 253: Si bemol mayor (cc. 232 al 242); Sol menor (243 al 245); Fa mayor (245 al 253).
- Zona temática secundaria empieza en el compás 253 al 324: Fa mayor (cc. 254-257); Sol menor (257 al 261); Fa mayor (262 al 269); Sol menor (269 al 273); Fa mayor (274 al 307); Re bemol mayor (308 al 312); Do menor (313 al 314); Mi bemol mayor (314 al 315); Fa mayor (316 al 324).
- Sección de cierre comienza en el compás 324 al 341: Fa mayor
- La coda se desarrolla del compás 342 al 400: Do mayor (cc. 342-343); Re menor (343 al 344); Mi bemol mayor (344 al 345); Fa mayor (345 al 350); Do menor (350 al 351); Si bemol mayor (352 al 353); Sol menor (353 al 356); Fa mayor (356 al 358); Fa menor (359 al 361); Mi bemol mayor (362 al 367); Fa mayor (367 al 400).

### II.Rondo. Allegro Vivace
El segundo movimiento Rondo. Allegro Vivace es el tercer movimiento de la Sonata Op. 5 no. 1. En el periodo clásico, muchos compositores empezaron a incluir el Rondo en las Sonatas por lo general en los movimientos rápidos y finales, la estructura de este movimiento es ABACABA, se puede considerar que tiene una forma tripartita de exposición, desarrollo y recapitulación. La estructura de este movimiento y las tonalidades por donde pasa son las siguientes:
- La parte A empieza en el compás 1 al 24: Fa mayor (cc. 1 al 14); Si bemol mayor (15 al 19); Fa mayor (19 al 24).
- La parte B empieza en el compás 24 al 65: Fa mayor (del compás 24 al 25); Sol menor (25 al 27); Fa mayor (27 al 29); Do mayor (29 al59); La bemol mayor (60 al 63); Fa menor (64 al 65).
- La parte A empieza en el compás 66 al 75: Fa mayor
- La parte C empieza en el compás 76 al 140: Fa menor (del compás 76 al 77); Re bemol mayor (78 al 80); Si bemol menor (80 al 89); Fa menor (90 al 92); Si bemol menor (93 al 97); Fa menor (98 al 100); La bemol mayor (101 al 102); Si bemol menor (103 al 108, excepto en el compás 104 que hace Si bemol mayor); La bemol mayor (109 al 110); Si bemol menor (111 al 116, excepto en el compás que hace 112 Si bemol mayor); Sol bemol mayor (117 al 122); Re bemol mayor (122 al 128); Fa mayor (128 al 140).
- La parte A empieza en el compás 141 al 167: Fa mayor (del compás 141 al 154); Si bemol mayor (155 al 162); Fa mayor (163 al 167).
- La parte B empieza en el compás 167 al 234: Fa mayor (del compás 167 al 200); Do menor (201 al 202); Re bemol mayor (203 al 209); Si bemol menor (209 al 213); Sol bemol mayor (213 al 218); Fa menor (219 al 227); Fa mayor (228 al 234).
- La parte A (Coda) empieza en el compás 235 al 290: Fa mayor

Se dice que este movimiento tiene carácter elegante y amistoso.
La dinámica dramática, los ritmos sincopados y el uso del cromatismo demuestran claramente la voz compositiva propia de Beethoven.

## Sonata para violonchelo y piano n.º 2 en sol menor Op. 5 n.º 2
La sonata consta de dos movimientos:
- I. Adagio sostenuto e espressivo – Allegro molto piú tosto presto
- II. Rondo. Allegro

### I.Adagio sostenuto e espressivo – Allegro molto piú tosto presto
Esta sonata, al igual que la número 1, han dado mucho de qué hablar porque se debate si carecen de un movimiento o no. Por las características generales de una sonata, se podría afirmar que le falta un primer movimiento. Con lo que se argumenta la afirmación anterior, es que el Adagio sostenuto e espressivo  se conecta inmediatamente con el Allegro molto piú tosto presto, por medio de la indicación “attacca”, lo que le quita independencia al inicio de la obra. 
Por otra parte, se dice que el Adagio sostenuto e espressivo  tiene autonomía y se le puede catalogar como un movimiento más debido a su duración, que consta de 44 compases, y a su material dinámico y textura, pues solamente se presentan aquí. Esta parte del movimiento nos muestra una sonoridad triste y en algunos momentos de tensión. Tiene una forma lineal que deja de lado la estructura ABA pues el chelo establece la melodía principal y después el piano reafirma el tema.
En el Allegro molto piú tosto presto, que comienza con la indicación Attaca, utiliza la forma Sonata que se divide en exposición, desarrollo y reexposición. 
La exposición a su vez se divide en las siguientes tres partes: 
- Parte A: empieza a partir del compás 45, dura 25 compases y muestra el material temático en la tonalidad de sol menor.
- Parte B: daría inicio en el compás 69, dura 35 compases y luego modula a su relativa mayor que es si bemol.
- Parte A': esta se subdivide en otros 4 elementos. 
  1. Nuevo material temático: comienza en el compás 122 con la tonalidad de sol mayor.
  2. Transición: empieza en el compás 144 en la tonalidad de si bemol menor.
  3. Tema conclusivo: comienza en el compás 165 en si bemol mayor.
  4. Codetta: es a partir del compás 200, y se mantiene en si bemol, para así poder terminar en esta tonalidad.

Desarrollo: En esta parte, se presenta una nueva idea contratante empezando en la tonalidad en la dominante de sol menor, y para aumentar la tensión modula a La bemol mayor.
Reexposición: En este apartado, se vuelve a presentar el tema visto en la exposición con algunas variantes en la melodía y en la armonía. 

### II.Rondo. Allegro
El Rondo-Allegro en Sol mayor es el último movimiento de la sonata, muestra un carácter más alegre y vivo a lo antes expuesto, esto se debe a las figuras sincopadas, las tonalidades que se muestran y la manera en que son abordadas.